# Головчицы (Ровненская область)
Головчицы (укр. Головчиці) — село в Бокиймовской сельской общине Дубенского района Ровненской области Украины.
До 2020 года входило в Млиновский район.
Население по переписи 2001 года составляло 116 человек. Почтовый индекс — 35161. Телефонный код — 3659. Код КОАТУУ — 5623889403.